# Belitska Sándor
Belitska Sándor (Lajosfalva, 1872. április 1. – Budapest, 1939. december 7.) altábornagy, honvédelmi miniszter, magyar királyi titkos tanácsos, r .t. követ és meghatalmazott miniszter, a magyar érdemrend nagy-keresztese, a II. osztályú Vaskorona-rend és a Lipót-rend lovagja.

## Életrajza
Édesapja földbirtokos volt a Felvidéken.1886-tól Ludovika Akadémia hallgatója volt, ahol 1890-ben évfolyamelsőként végzett. Ekkor hadnaggyá nevezték ki a szegedi 5. honvéd gyalogezred 3. zászlóaljához. Három év múlva főhadnaggyá léptették elő, és a kassai 77. honvéd gyalogdandár vezérkarában kapott beosztást. 1893 és 1895 között elvégezte a felsőbb tiszti tanfolyamot és a bécsi hadiakadémiát. 1895 és 1897 között ismét csapatszolgálatot teljesített a debreceni 3. honvéd gyalogezrednél. 1897-től 1908-ig a kassai IV. hadtest vezérkaránál szolgált, közben a felsőbb tiszti tanfolyam tanára volt. 1908-ban a Honvédelmi Minisztérium vezérkari osztályának vezetője lett. 1912-ben vezérkari ezredessé léptették elő.  Hosszabb ideig a 77. dandár parancsnoka volt, majd az 1. keleti hadsereg főparancsnoka, ahol 1917-ben harcolt a keleti fronton. A háború alatt vezérőrnagy, később altábornagy lett.
Később tagja volt az Országos Kaszinónak, miközben a Királyi Magyar Automobil Klub alelnöke, a Galamblövő Szövetség elnöke, a Margitszigeti Sportklub Igazgatója lett és a Tisztikaszinó tagja is volt.
A Károlyi Mihály-kormány alatt 6000 főnyi rendfenntartó egységet szeretett volna felállítani, mint főparancsnok, de tervét a vörösök meghiúsították. Szegedre szökött, ahol aztán a nemzeti kormányban hadügyminiszter lett. A nevéhez fűződött a későbbi honvédségi törvény és a csendőrség átalakítása.
1923-ban visszavonult, közben gyalogsági tábornokká léptették elő, ezután varsói követ lett, 1938-ban nyugdíjazták.

## Műve
- Gyakorlati szabályzatunk harcfejezetének példái